# Changge
Changge är en stad på häradsnivå som lyder under Xuchangs stad på prefekturnivå i Henan-provinsen i centrala Kina. Den ligger omkring 62 kilometer söder om provinshuvudstaden Zhengzhou. 